# Arnett Cobb
Arnett Cleophus Cobb (Houston, Texas, 10 de agosto de 1918 - 24 de marzo de 1989) fue un saxofonista estadounidense de jazz.

## Historial
Comenzó su carrera en la big band del baterista Frank Davis, en 1933, y estuvo después varios años con las bandas de Chester Boone y Milt Larkin. En 1942 entra en la banda de Lionel Hampton, reemplazando a Illinois Jacquet, y permanece con él hasta 1947. Después forma su propio grupo, que graba numerosos discos con una música que, en cierta forma, anticipa las fusiones posteriores con el rhythm and blues y el rock. Una grave enfermedad en 1948 y un accidente de automóvil en 1956, le mantienen largo tiempo fuera de los circuitos, condenándole además a andar con ayuda de muletas. Pero en 1958 regresa al frente de una big band y, ya en los años 1960 y 1970, retoma sus giras y actuaciones, junto a Illinois Jacquet, el propio Hampton, o Buddy Tate, grabando además un buen número de discos.
Cobb es el genuino representante de la llamada "escuela texana de tenoristas", con un estilo duro y potente, que le valió el sobrenombre de "The Wild Man of the Tenor" (El salvaje del tenor).

## Discografía
- 1943–47: The Wild Man of the Tenor Sax, 1943–1947 (EPM Musique)
- 1946–47: Arnett Cobb, 1946–1947 (Classics)
- 1947: Arnett Blows for 1300 (Delmark Records)
- 1959: Blow Arnett, Blow - con Eddie "Lockjaw" Davis (también publicado como Go Power!!!) (Prestige)
- 1959: Smooth Sailing (Prestige)
- 1959: Party Time (Prestige)
- 1959: Very Saxy; with Eddie "Lockjaw" Davis, Coleman Hawkins and Buddy Tate) (Prestige)
- 1960: More Party Time (Prestige)
- 1960: Movin' Right Along (Prestige)
- 1960: Sizzlin' (Prestige)
- 1960: Ballads by Cobb (Moodsville)
- 1973: Again with Milt Buckner, with Milt Buckner, Clarence Brown and Michael Silva (Black & Blue)
- 1974–76: The Wild Man From Texas (Black & Blue)
- 1978: Arnett Cobb Is Back (Progressive)
- 1978: Live at Sandy's! (Muse)
- 1980: Tenor Abrupt, at (The Definitive Black & Blue Sessions) with Guy Lafitte (Black & Blue)
- 1981: Funky Butt (Progressive)
- 1982: Arnett Cobb Live (in Holand) (Progressive)
- 1984: Keep on Pushin' (Bee Hive Records)
- 1987: Showtime, with Dizzy Gillespie and Jewel Brown (Fantasy Records)
- 1988: Tenor Tribute (in Germany), with Jimmy Heath and Joe Henderson(Soul Note)
- 1988: Tenor Tribute, Volume 2 (in Germany), with Jimmy Heath and Joe Henderson(Soul Note)

Con Ruth Brown
- Ruth Brown (Atlantic, 1957)
- Miss Rhythm (Atlantic, 1959)

Con Eddie "Lockjaw" Davis
- Very Saxy (Prestige, 1959)

Con Roseanna Vitro
- Listen Here (Texas Rose, 1984)